# Campeonato Panamericano de Balonmano Masculino Junior de 2019
El XIII Campeonato Panamericano de Balonmano Masculino Junior de 2019 se disputó entre el 3 y el 7 de abril de 2019  en Palmira, Colombia. y fue organizado por la Federación Panamericana de Balonmano Este campeonato entregó tres plazas para el Campeonato Mundial de Balonmano Masculino Junior de 2019 y tres plazas para los Juegos Panamericanos Junior 2021 y 1 repechaje .

## Grupo Único
| Equipo    | PTS | J | G | E | P | GF  | GC  | DG   |
| --------- | --- | - | - | - | - | --- | --- | ---- |
| Argentina | 10  | 5 | 5 | 0 | 0 | 132 | 87  | +45  |
| Brasil    | 8   | 5 | 4 | 0 | 1 | 198 | 96  | +102 |
| Chile     | 6   | 5 | 3 | 0 | 2 | 149 | 132 | +17  |
| Venezuela | 4   | 5 | 2 | 0 | 3 | 91  | 149 | -58  |
| Colombia  | 2   | 5 | 1 | 0 | 4 | 128 | 169 | -41  |
| Paraguay  | 0   | 5 | 0 | 0 | 5 | 122 | 187 | -65  |

### Resultados
| Fecha      | Hora  | Partido³  | Partido³ | Partido³  | Resultado |
| ---------- | ----- | --------- | -------- | --------- | --------- |
| 03.04.2019 | 18:00 | Chile     | -        | Colombia  | 31-24     |
| 03.04.2019 | 20:00 | Brasil    | -        | Paraguay  | 44-16     |
| 03.04.2019 | 22:00 | Argentina | -        | Venezuela | 10-0      |
| 04.04.2019 | 18:00 | Colombia  | -        | Brasil    | 17-52     |
| 04.04.2019 | 20:00 | Paraguay  | -        | Argentina | 14-37     |
| 04.04.2019 | 22:00 | Venezuela | -        | Chile     | 18-38     |
| 05.04.2019 | 18:00 | Paraguay  | -        | Colombia  | 30-39     |
| 05.04.2019 | 20:00 | Argentina | -        | Chile     | 28-24     |
| 05.04.2019 | 22:00 | Brasil    | -        | Venezuela | 46-16     |
| 06.04.2019 | 18:00 | Argentina | -        | Colombia  | 31-24     |
| 06.04.2019 | 20:00 | Venezuela | -        | Paraguay  | 32-31     |
| 06.04.2019 | 22:00 | Chile     | -        | Brasil    | 21-31     |
| 07.04.2019 | 18:00 | Colombia  | -        | Venezuela | 24-25     |
| 07.04.2019 | 20:00 | Chile     | -        | Paraguay  | 35-31     |
| 07.04.2019 | 22:00 | Argentina | -        | Brasil    | 26-25     |

| Argentina           |
| Campeón             |
| Argentina 7° título |

### Clasificación general
| Argentina    |
| Brasil       |
| Chile        |
| 4. Venezuela |
| 5. Colombia  |
| 6. Paraguay  |

## Clasificados al Mundial 2019
| Bandera de Argentina | Bandera de Brasil | Bandera de Chile |
| Argentina            | Brasil            | Chile            |
| -------------------- | ----------------- | ---------------- |

## Clasificados a los juegos panamericanos junior 2021
| Bandera de Argentina | Bandera de Brasil | Bandera de Chile | Bandera de Venezuela |
| Argentina            | Brasil            | Chile            | Venezuela            |
| -------------------- | ----------------- | ---------------- | -------------------- |